# Kostel svatého Petra a Pavla (Borovnice)
Kostel svatého Petra a Pavla je římskokatolický filiální kostel v Borovnici v okrese Benešov.

## Historie
Na místě tohoto chrámu stál původně kostel již ve 14. století. Ten se připomíná jako farní v roce 1350. V 16. století se v něm usídlili husitští faráři, ti jej však všichni do roku 1624 opustili. Roku 1843 se zbořil štít kostela a následkem toho byl rozebrán. 10. července 1854 byl položen základní kámen nového kostela, který byl stavěn na náklad Náboženské matice. 13. listopadu 1859 byl vysvěcen. Během druhé světové války byly kostelu zrekvírovány zvony.
3. května 1958 byl kostel zapsán na seznam kulturních památek. Kostel byl rekonstruován v letech 1989 až 1991, přičemž byla opravena omítka, střecha i interiér. Byly také dosazeny nové zvony. Od roku 1998 je kostel spravován z Čechtické fary.

## Popis

### Kostel
Jednolodní neorománský kostel je stavba obdélného půdorysu s pětiboce uzavřeným presbytářem se sakristií na severní straně. Kostelu dominuje vysoká hranolová věž v západním průčelí. V horní části se čtyřboká věž mění na osmibokou věž, zakončenou plechem pobitou špicí.
V interiéru se nalézá oltářní obraz zobrazující svatého Petra a svatého Pavla. Po bocích oltáře jsou zobrazeni svatý Jan Nepomucký a svatý Prokop. V levé části presbytáře se nachází barokní malba Nanebevzetí Panny Marie od Václava Vysekala. Dlažba presbytáře je zhotovena z mramoru z ostrova Brač. Kostel má tři boční oltáře:
- oltář svatého Václava
- oltář Panny Marie Růžencové
- bezejmenný oltář se sochami Panny Marie, svatého Josefa a svatého Jana Křtitele

Dvoumanuálové varhany vytvořil varhanář Antonín Mölzer.

### Zvony
Kostel má dva zvony vyrobené roku 1991. Vyrobila je firma Dytrichová z Brodku u Přerova.
- Svatá Trojice (620 kg)
- Panna Maria (380 kg)

## Galerie

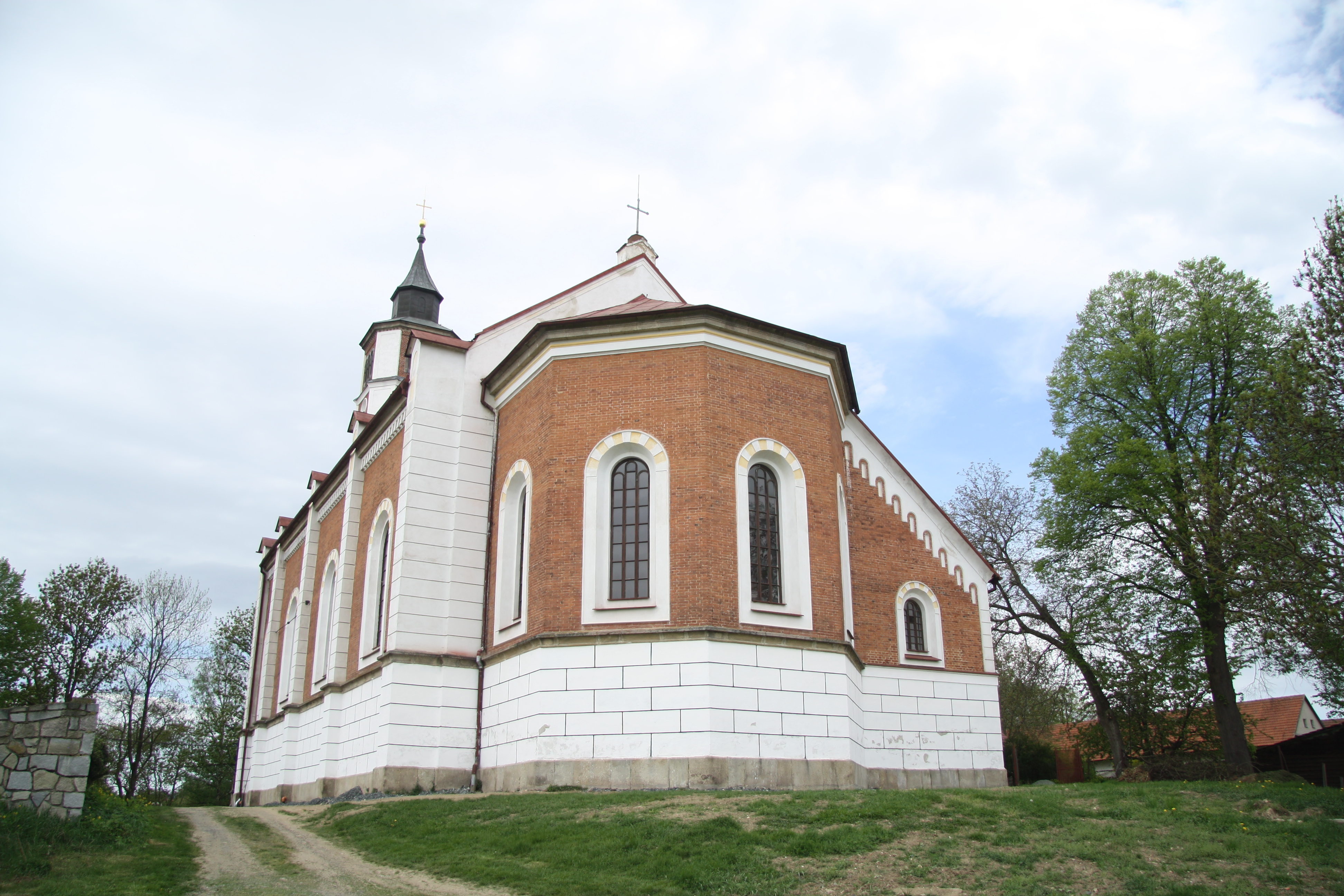
Pohled na presbytář
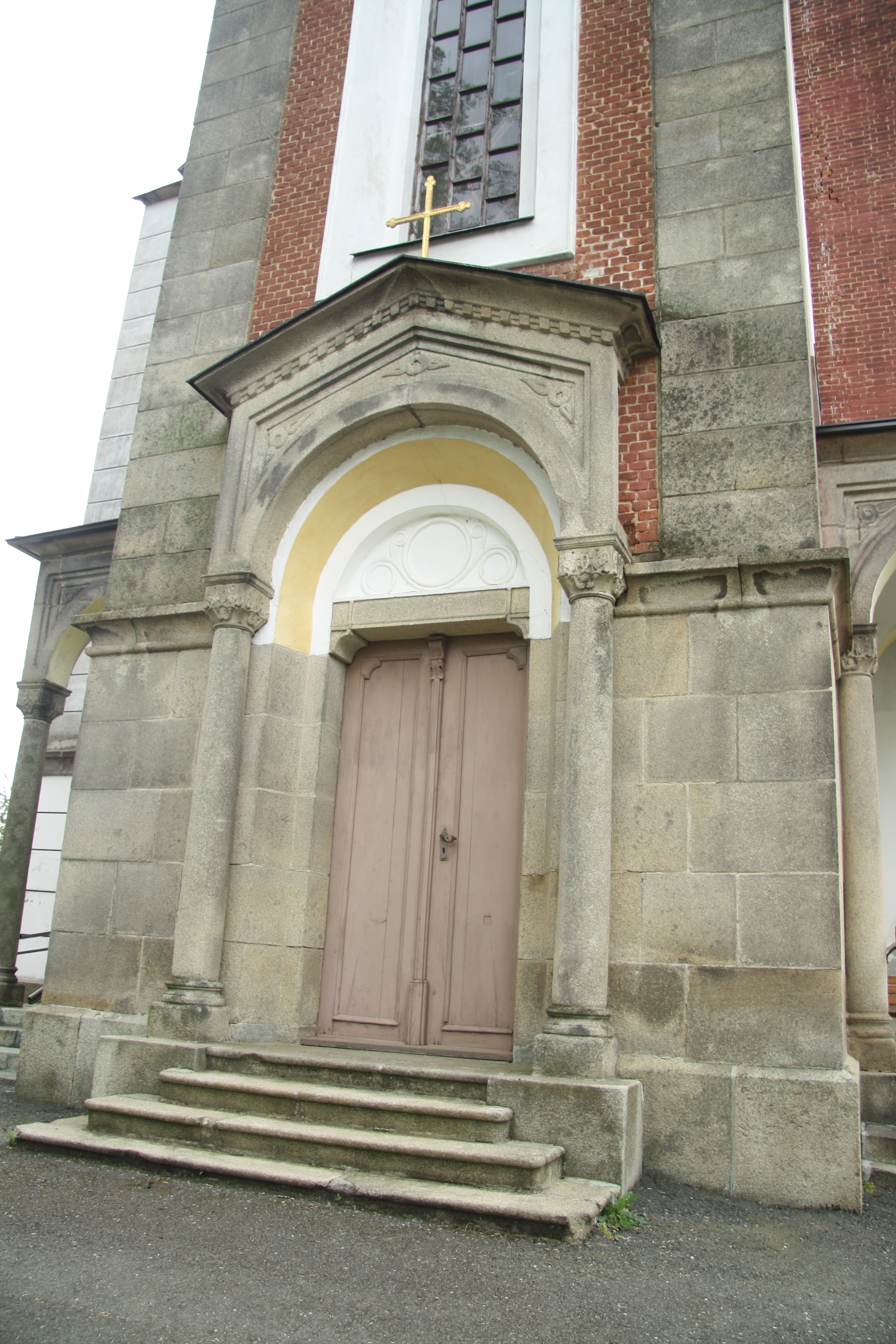
Vstup do kostela v průčelí budovy
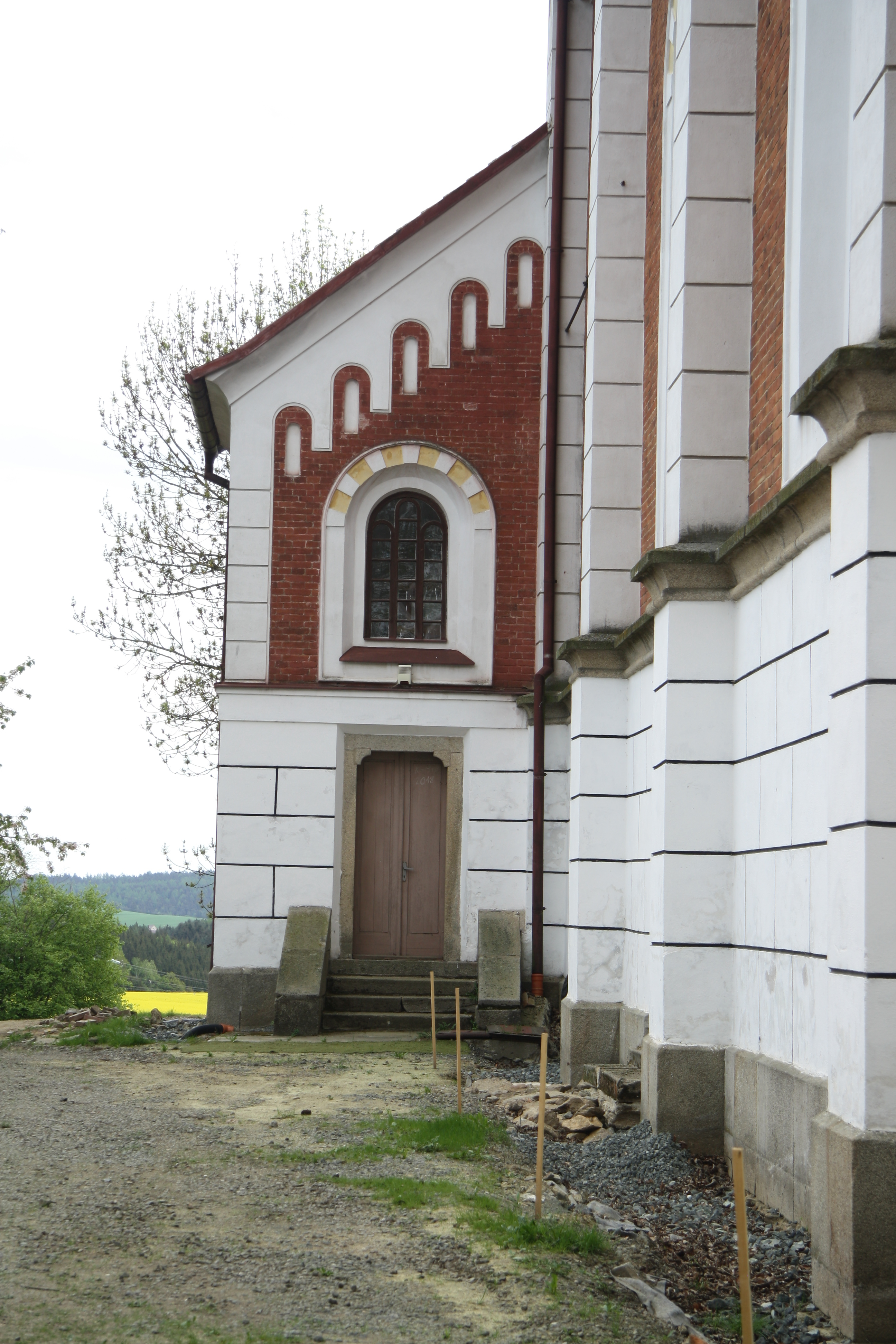
Boční vstup do kostela
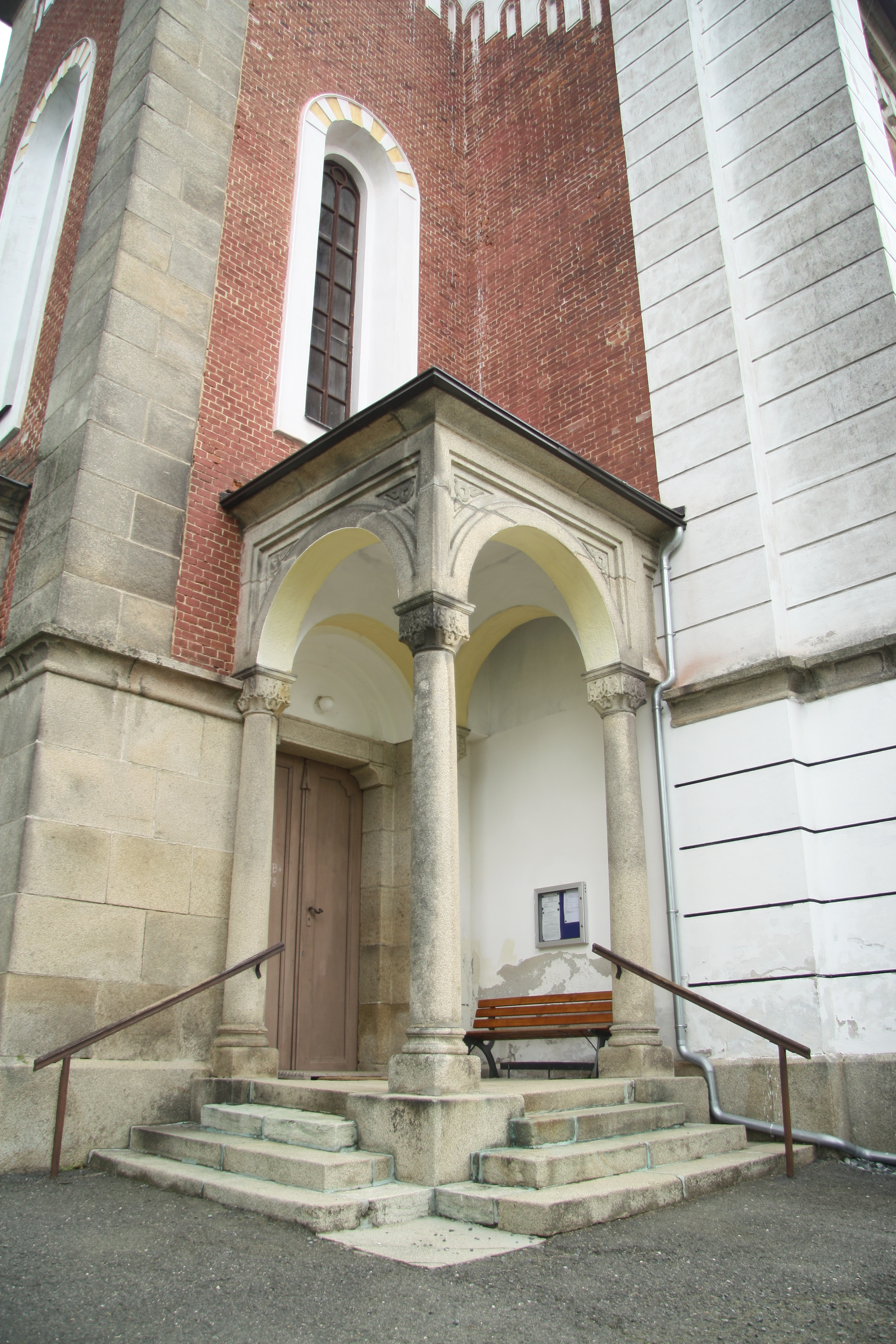
Pravý portál kostela
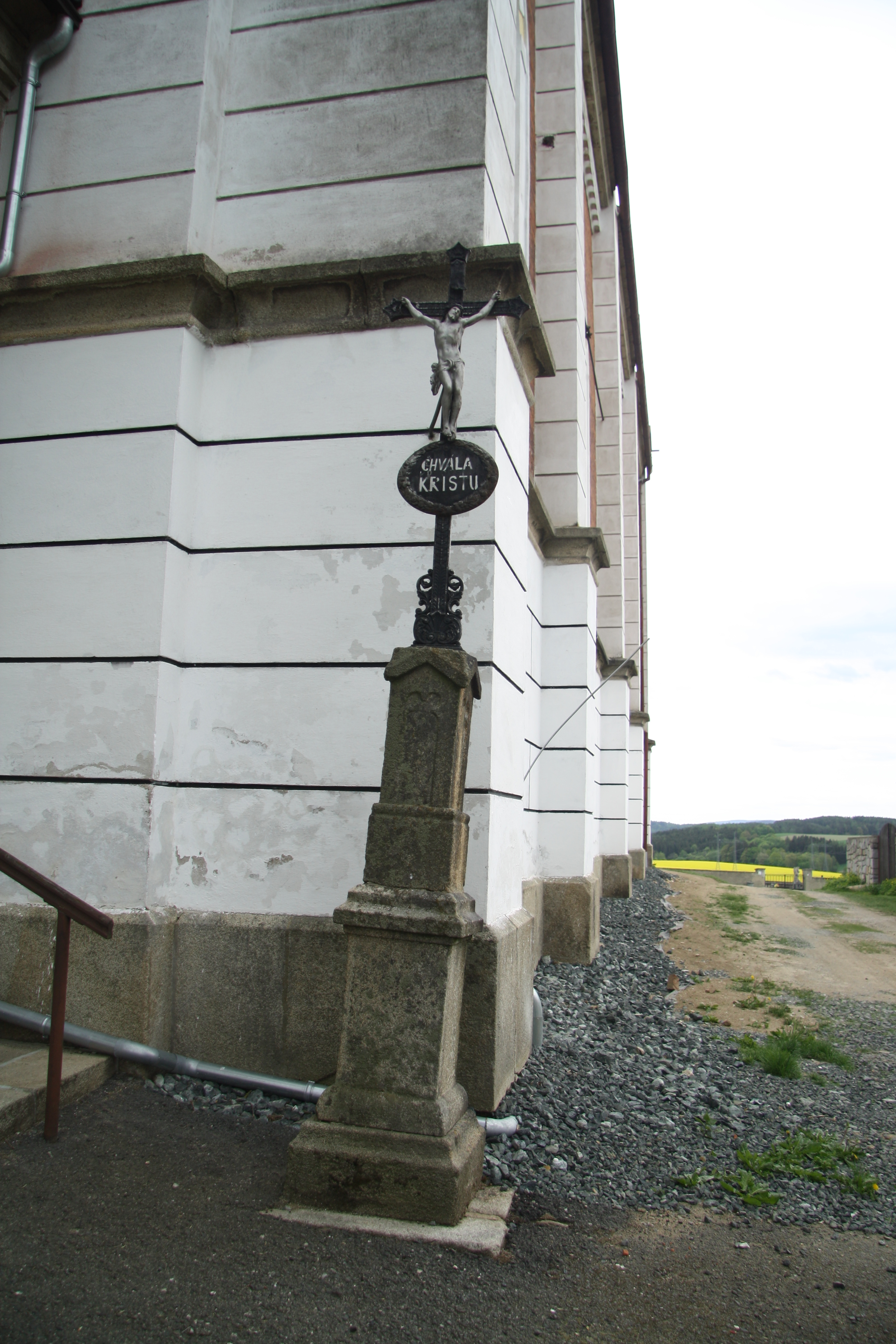
Kříž u kostela